# Tonia Trujillo
Antonia Fernandez Trujillo (Córdoba, 28 de octubre de 1964), conocida como Tonia Trujillo, es una artista multidisciplinar española que desarrolla su trabajo en fotografía, instalación, vídeo, libros de artista y obra gráfica. Su trabajo se configura como reflexión crítica sobre las estrategias y genealogías de poder, así como de los mecanismos de control que gobiernan y manipulan la visión del mundo. Desde el año 2017 crea y dirige en Sevilla un nuevo espacio autogestionado de creación contemporánea denominado 13 ESPACIOarte dedicado a la difusión y promoción el arte contemporáneo.

## Trayectoria
Se licenció en Bellas Artes en la Universidad de Sevilla en la especialidad Pintura, Grabado I, Grabado II y Fotografía Creativa.
Junto a sus obras pictóricas y fotográficas destaca el grabado y el diseño que complementan tanto su formación como su práctica artística. También utiliza el vídeo en obras como: 1, 2, 3, pollito inglés; Quiero decir; Soy Agua. y la escritura homenajeando a diversos artistas como Joseph Beuys, Nacho Criado, Julio Cortázar entre otros.
Ha trabajado con diversos Museos e Instituciones como la Biblioteca Nacional de Madrid, el Instituto Andaluz de Sevilla y la Fundación CIEC en Betanzos.
En 2007 presentó la exposición 'Nada toca el suelo. Tramas' con el hilo conductor de la fugacidad del tiempo y la contradicción aparente que existe entre las redes que tejen las relaciones personales -las tramas a las que hace referencia el título de la exposición- y el vacío que rodea en muchas ocasiones a las personas.
En 2013 recibió la Beca Residencia concedida por la Fundación Torre Pujales en La Coruña, junto con la artista Anamusma. Dirigió en el contexto de la Bienal Miradas de Mujer de MAV 2016, la Feria del Libro del Artista y Masquelibros el proyecto En lucha común. De mujeres y hombres feministas, comisariada por Susana Blas.
Su discurso se posiciona desde un punto de vista crítico al canon imperante que condiciona y conforma las distintas estructuras de la sociedad, utilizando de tal forma su obra artística como mecanismo para producir tanto el cuestionamiento como la creación de nuevos discursos, espacios, contextos alejados de lo impuesto o normalizado.
Como artista feminista forma parte de la junta directiva de la asociación Mujeres en las Artes Visuales MAV.

## Premios y Becas
- 1999 Proyecto seleccionado V Convocatoria de Proyectos para Exposiciones de Artes Plásticas. Consejería de Cultura, Junta de Andalucía
- 1999 Premio Adquisición Pintura II Edición Arte de Mujeres, Instituto Andaluz de la Mujer (Sevilla)
- 1999 Premio Adquisición V Premio de Pintura Extremadura a la Creación (Junta de Extremadura)
- 2000 Beca de Fotografía Fundación Universidad Complutense. (Madrid)
- 2002 1º Premio Fotografía 3ª Edición Premios Mujer y Sociedad del Ayuntamiento de Madrid
- 2005 Proyecto de Fotografía LA CAJA DE PANDORA seleccionado en Tentaciones (Estampa 2005. Madrid),
- 2006 Talleres OpenArt Zaragoza,

## Exposiciones Individuales
- 1999 Espacios que nos habitan. Caja San Fernando. Sevilla
- Rastros. Proyecto Torre en Tránsito, Torre de los Guzmanes, La Algaba, Sevilla
- 2000 Rastros. Galería Vírgenes. Sevilla
- 2001 Subir/Bajar. Galería nuevoarte. Sevilla
- 2004 Cogidas con Alfileres. Galería nuevoarte., Sevilla
- 2007 Nada toca el suelo. Tramas, Galería Taller Gravura. Málaga.Nada todo el suelo, Galería Selón, Madrid
- 2008 Quiero Decir, Galería Nuevoarte. Sevilla
- 2011 Quiero Decir, Sala Barjola. Centro Cultural Las Rozas. Madrid
- 2012 1,2,3…pollito inglés. Sala Kstelar 22. Delegación Prov. Consejería de Cultura. Junta de Andalucía. Sevilla
- 2013 B/N. Proyecto One Proyect. ART MADRID

## Obras Videográficas
- 1, 2, 3, pollito inglés
- Quiero decir
- Soy Agua
- Seguir bailando al son de la orquesta
- Nada toca el suelo
- Cruzar la línea

## Publicaciones sobre Tonia Trujillo
- ANÓNIMO, “Quiero Decir”, Welcome & Olé y LAUTIL
- FERNÁNDEZ-VIAGAS BARTOLOMÉ, Juan, “Palabras sin pasaporte”. Catálogo de la Exposición Individual “Quiero Decir”. Sevilla, 2008
- REVISTA GRABADO Y EDICIÓN, n.º 12, enero de 2008, pag 6,7 y 8
- REVISTA DE ARTE BONART n.º 95, septiembre de 2007, pag. 35
- CASTAÑO ALÉS, Enrique, “Los filtros de la existencia”, Diario Sur Digital de Málaga 8/06/2007 • LAVALLE, Beatrice, “Visuelle Netzwerke persönlicher Beziehungen”, Magazín 07/07/2007
- A.J.L./Málaga “Tonia Trujilo lleva a Gravura su visión de la fugacidad del tiempo”, Diario Sur Digital 19/05/2007
- ANÓNIMO, “Los rostros de Tonia Trujillo llegan a Taller Gravura”, Diario Málaga Hoy Pag. 58, 18/05/2007
- ANÓNIMO, “Grabados que no tocan el suelo”. Diario Málaga Activa, junio de 2007
- FERNÁNDEZ-VIAGAS BARTOLOMÉ, Juan, “Luz contra el muro”, Catálogo de la exposición Nada toca el Suelo. Madrid 2007 “La búsqueda constante”, Catálogo de la exposición Cogidas con Alfileres. Sevilla 2004 “Espacios que nos habitan”, Catálogo de la exposición, Caja San Fernando. Sevilla 1999
- Talleres de Arte Contemporáneo OpenArt. Zaragoza 06
- 100 Espacios Íntimos de Creación Contemporánea. Mapa Creativo de Córdoba. Editado por el Ayuntamiento de Córdoba.
- ANÓNIMO, “Las Tentaciones, en primera línea”, Estampa 05, El Punto de las Artes n.º 804, 11/2005 • FAJARDO, Laura, “Tonia Trujillo”, Diario ABC Cultural. 1/11/2004
- Revista de las Artes Revistart n.º 95-XI. 2004 • C.B., “Tonia Trujillo”, ABC Urbana 7 Sección:Arte, Sevilla 2001
- RUIZ, Carmen, Las Huellas de la vida”, ABC Cultural. Sevilla 2000
- MAÑERO G., Alberto, “Espacios que nos habitan”, Catálogo de la exposición, Caja San Fernando. Sevilla 1999
- GÓMEZ, José María, “Valores espirituales del espacio habitado”. El Correo de Andalucía, 9/03/1999.